# 伊豆下田カントリークラブ
伊豆下田カントリークラブ（いずしもだカントリークラブ）は、静岡県賀茂郡南伊豆町の丘陵に広がるゴルフ場である。

## 概要
伊豆下田カントリークラブは、1975年（昭和50年）9月12日、「横浜国際ゴルフ倶楽部」によって開場され、その後、「伊豆下田カントリークラブ」によって運営されている、コースの設計は竹村秀夫、コースの施工は三菱建設が行ったリゾートコース。気候が温暖な伊豆半島の南端の盆地に位置する、海を見下ろす丘陵コース。コースはフラットでアウト・インともにフェアウェイは広く、距離は十分ある。グリーンは大きいがアンジュレーションがあり難しい。毎年、男子プロテストの1・2次が開催される。

## 所在地
〒321-2354 静岡県賀茂郡南伊豆町入間2383-1番地 

## コース情報
- 開場日 - 1975年9月12日
- 設計者 - 竹村 秀夫
- 面積 - 1,138m2（約34.4坪）
- コースタイプ - 丘陵コース
- コース - ヤード、18ホールズ、パー72、 コースレート71.7
- グリーン - 2、コーライ、ベント（ペンクロス）
- フェアウエイ - コウライ
- ラフ - ノシバ
- ハザード - バンカーの68、池が絡むホール5
- ラウンドスタイル - 乗用カート(5人乗り)、乗用カート(2人乗り)自走式、キャディ・セルフ選択可
- 練習場 - 11打席、250ヤード
- 休場日 - 毎月第2･第4火曜日[3][4]

## クラブ情報
- ハウス面積 - 3,346m2（1,012.1坪）
- ハウス設計 - 尾崎建築設計事務所
- ハウス施工 - 三菱建設 株式会社
- ホテル - ツイン16室（バス、トイレ付）、ガーデンプール[5][6][7]

## ギャラリー
- ゴルフコース - [8]
- クラブハウス - [9]

## 交通アクセス
- 鉄道 - 伊豆急行 - 伊豆急下田駅よりクラブバス 約25分
- 道路 -東名高速道路 - 沼津ICより 三島（国道136号） - 天城湯ヶ島町（国道414号） - 河津、下田、石廊崎方面（国道136号）、沼津ICより92km[10]

## 関連文献
- 『ゴルフ場ガイド 東版』2006-2007、「伊豆下田カントリークラブ（静岡県）」、ゴルフダイジェスト社、2006年5月